# Santo António da Serra (Santa Cruz)
Santo António da Serra es una freguesia portuguesa perteneciente al municipio del municipio de Santa Cruz, con 14,77 km ² y 982 habitantes (2001). Densidad: 66,5 habitantes / km ². Se encuentra a una latitud 32.71667 (32 ° 43 ') al norte y una longitud 16.81667 (16 ° 49') Oeste. Santo António da Serra es un camino que conecta la Funchal, Santa Cruz, la Funchal y Santana a través de Lander. La actividad principal es la Agricultura.

## Geografía
- Ubicación:
  - Latitud: 32.71667 (32 ° 43 ') N
  - Longitud: 16.81667 (16 ° 49 ') W
- Altura
  - Más bajo: alrededor de 100 m (valle)
  - Centro: 678 m
  - Superior: Montañas (Oeste)

## Información adicional
Santo António da Serra es la única freguesia en el país, que está dividida entre dos municipios, Santa Cruz y Funchal. 
Este pueblo tiene una escuela primaria, un centro de salud, un polideportivo, una iglesia, un recinto ferial y la Plaza, que es el centro de la freguesia (de marzo de la separación del municipio de Santa Cruz y Santana). Es un barrio muy popular en Madeira, sobre todo en los fines de semana, ya que muchas personas que van allí a comprar y disfrutar de una tarde fantástica. Otro atractivo de este barrio es el Campo de Golf, ubicado en una parte de la freguesia que pertenece al municipio de Machico, el sitio de numerosos torneos nacionales e internacionales.

## Fiestas patronales
En septiembre, tiene lugar la fiesta de la sidra, una bebida típica de la zona y muy popular en Madeira.
El patrón de la freguesia, como su nombre lo indica, es San Antonio, cuya fiesta también se celebrará en septiembre.

## Sitios
La parroquia de Santo Antonio da Serra (Santa Cruz) se compone de los siguientes sitios:
- John Ferino.
- Pereira.
- Madre del Agua.
- Old Corral.
- Ribeira de João Gonçalves.
- Achada Clay.
- Da Ovelha.